# 渡辺通駅

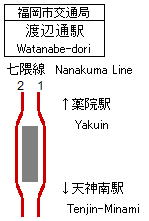
配線図

渡辺通駅 （わたなべどおりえき）は、福岡県福岡市中央区渡辺通二丁目にある福岡市地下鉄七隈線の駅。駅番号はN15。
駅のシンボルマークは空港線・箱崎線のシンボルマークをデザインした西島伊三雄が2001年に死去したため、それ以前に描かれていた原案を元に、息子で同じくグラフィックデザイナーの西島雅幸が完成させた。モチーフはかつてこの地を走っていた路面電車となっている。駅識別カラーは   DIC-2486（系統色名：こい黄みの赤）で、野芥駅・博多駅と共通。
天神南駅が管理し、JR九州サービスサポートが駅業務を受託する業務委託駅である。

## 歴史
- 1999年（平成11年）5月18日 - 2000年（平成12年）1月12日：設計期間（実施設計者：匠建築研究所）[1]
- 2003年（平成15年）3月8日 - 2004年（平成16年）7月31日：施工期間（施工者：大成・鉄建・竹中土木・浅沼 建設工事共同企業体）[1]
- 2005年（平成17年）2月3日：開業。開業時から業務委託駅[5]。

## 駅構造
渡辺通りに位置する。島式ホーム1面2線を持つ地下駅となっている。
| 地階    | 出入口                       | 出入口                                     |
| 地下1階 | コンコース階                 | コンコース、案内所、自動券売機、自動改札口 |
| 地下1階 | コンコース階                 | トイレ（改札内）                           |
| 地下2階 | 1番ホーム                    | ■七隈線 博多方面（天神南駅）→              |
| 地下2階 | 島式ホーム，右側のドアが開く |                                            |
| 地下2階 | 2番ホーム                    | ←■七隈線 橋本方面（薬院駅）                |

- 各階の面積は、地上218平方メートル、地下1階2,885平方メートル、地下2階2,339平方メートル[1]。
- 利用者の目に留まる箇所に用いられる「個性化壁」には、シルバーアルマイト加工されたアルミパネル（900mm×900mm×厚さ3mm）を使用している[6]。

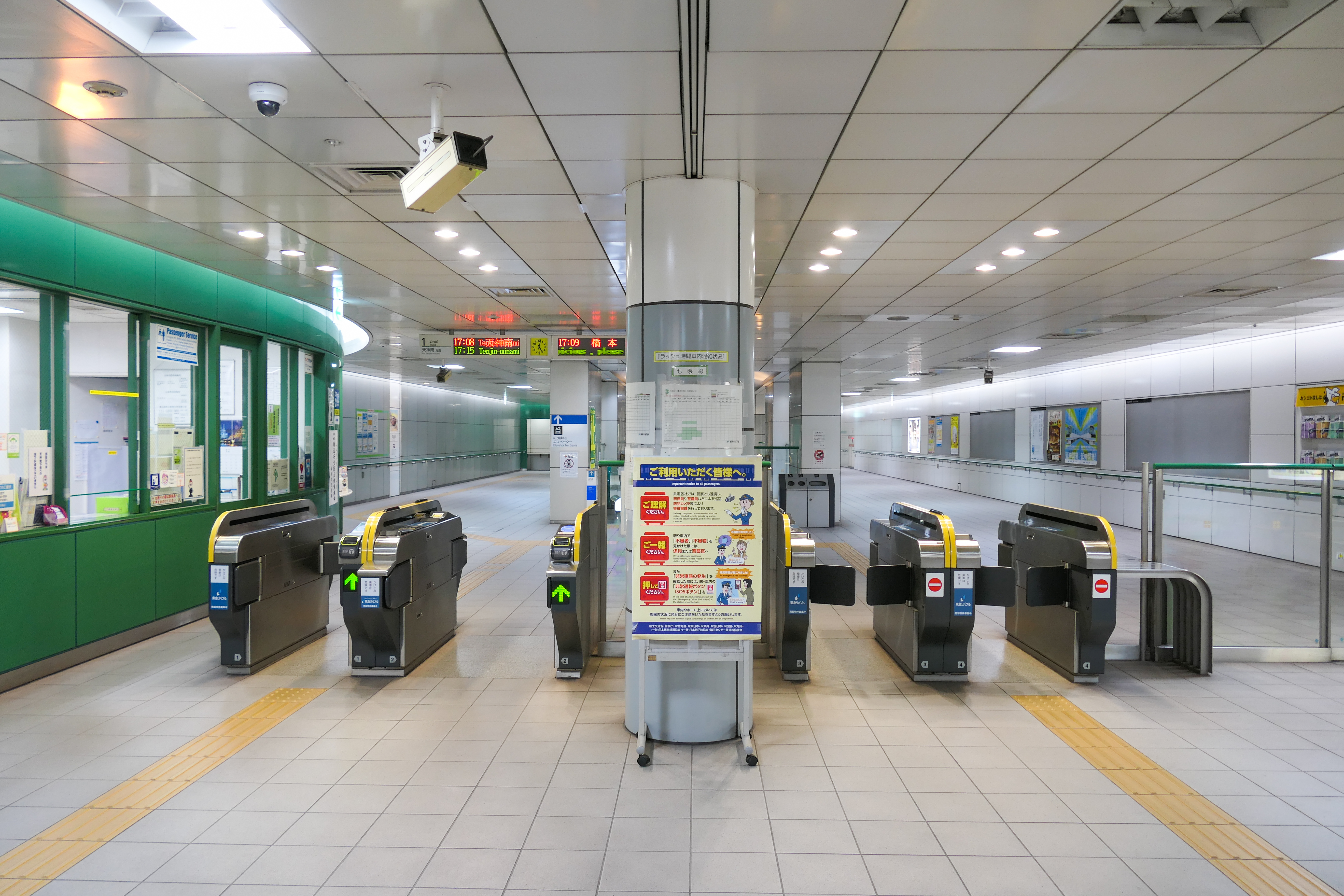
改札口（2022年12月）
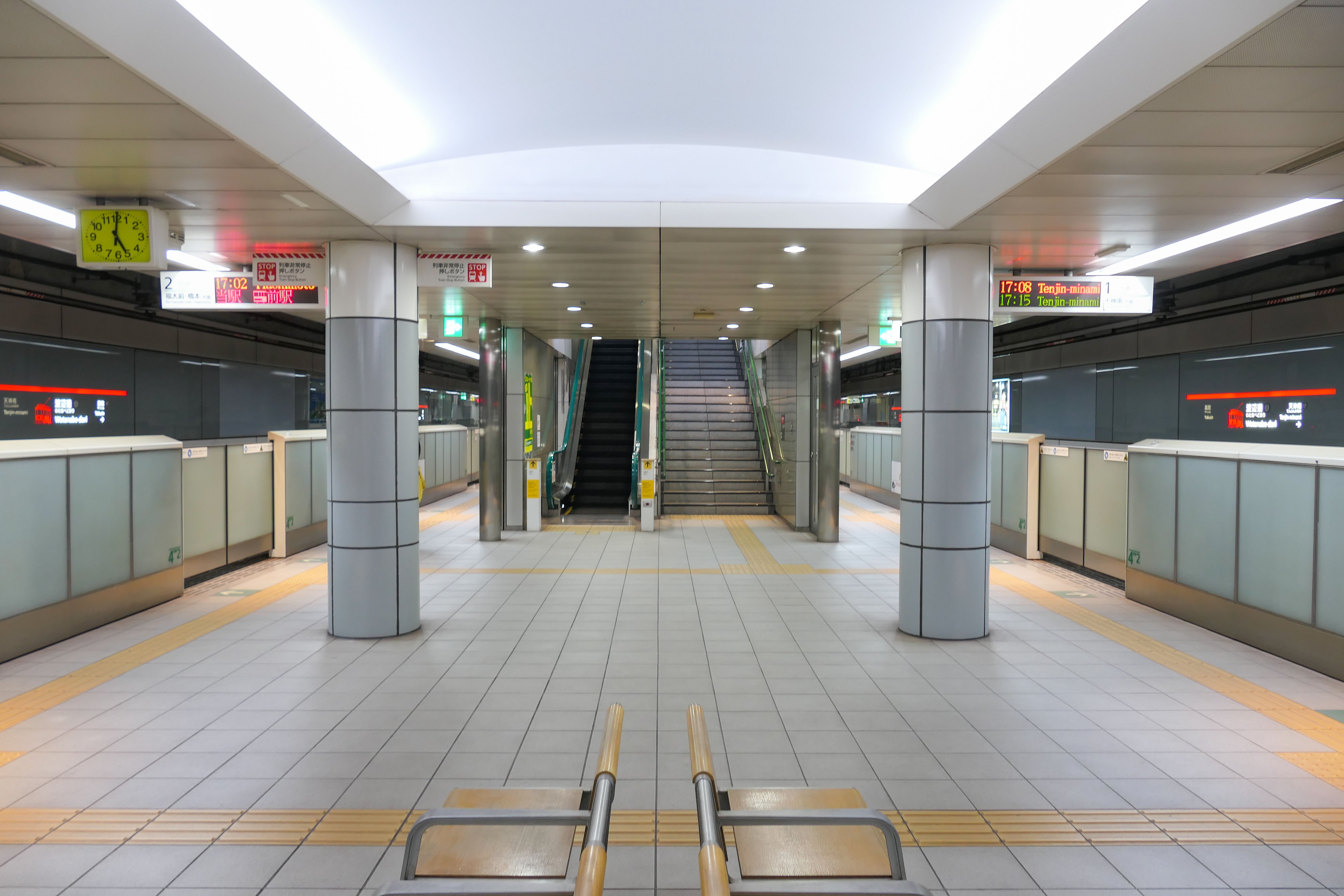
ホーム（2022年12月）
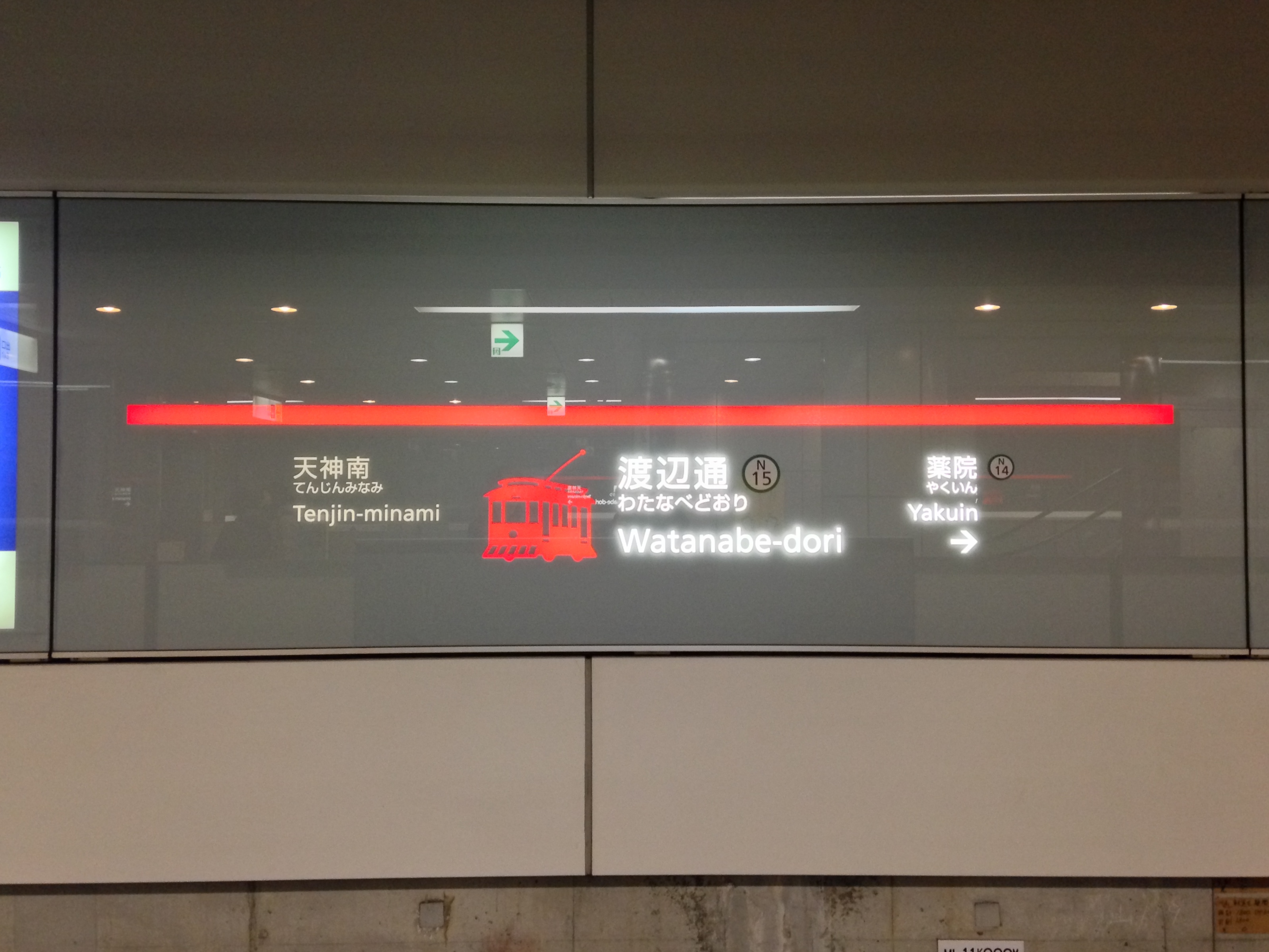
駅名標（2015年1月）

## 利用状況
2023年度の1日平均乗車人員は5,052人である。
開業以降の1日平均乗車人員の推移は下表のとおりである。
| 年度               | 1日平均 乗車人員 |
| ------------------ | ---------------- |
| 2004年（平成16年） | 1,727            |
| 2005年（平成17年） | 1,406            |
| 2006年（平成18年） | 1,704            |
| 2007年（平成19年） | 1,852            |
| 2008年（平成20年） | 1,937            |
| 2009年（平成21年） | 2,003            |
| 2010年（平成22年） | 2,066            |
| 2011年（平成23年） | 2,140            |
| 2012年（平成24年） | 2,317            |
| 2013年（平成25年） | 2,548            |
| 2014年（平成26年） | 2,650            |
| 2015年（平成27年） | 2,989            |
| 2016年（平成28年） | 3,123            |
| 2017年（平成29年） | 3,333            |
| 2018年（平成30年） | 3,509            |
| 2019年（令和元年） | 3,660            |
| 2020年（令和02年） | 2,792            |
| 2021年（令和03年） | 2,934            |
| 2022年（令和04年） | 3,317            |
| 2023年（令和05年） | 5,052            |

## 駅周辺
渡辺通りの西側に1番出入口、東側に2番出入口がある。
1番出入口
- 九州電力本社（通称・電気ビル）
  - 電気ホール（2009年閉鎖・解体された）

- セントラルホテルフクオカ
- BiVi福岡
- 河合塾福岡校
- 西鉄バス「渡辺通一丁目電気ビル共創館前」停留所（北行）

2番出入口
- ホテルニューオータニ博多
- サンセルコショッピングセンター
- 桜十字福岡病院
- 広瀬病院
- アパホテル〈福岡渡辺通駅前〉EXCELLENT
- 福岡市立春吉小学校
- 柳橋連合市場
- 春吉公園
- 春吉公民館
- 精華女子高等学校
- 住吉神社・楽水園
- 福岡放送（FBS）
- エフエム福岡
- 西鉄バス「渡辺通一丁目電気ビル共創館前」停留所（南行）
  - なお、渡辺通一丁目のバス停は上記のほか、渡辺通一丁目交差点の南側に「渡辺通一丁目FM福岡前」、西側に「渡辺通一丁目十八銀行前」、東側に「渡辺通一丁目サンセルコ前」がある。

## 隣の駅
福岡市交通局
 七隈線
薬院駅 (N14) - 渡辺通駅 (N15) - 天神南駅 (N16)